# Лапово
Лапово је градско насеље у Србији и седиште истоимене општине у Шумадијском округу. Административно је подељено на Лапово варош и Лапово село. Према подацима са последњег пописа 2022. године у општини је живело 6.582 становника (према попису из 2011. било је 7.837 становника).

## Географија
Територија општине Лапово налази се у средишњем делу Србије. Она је смештена у источном пределу Шумадије и захвата средишњи ток Велике Мораве. Насеље се пружа правцем север - југ које је са три стране окружено рекама (на северу Рачом, на западу Великом Моравом и на југу Лепеницом. Са источне стране налази се брдо које представља последње обронке планине Рудник. Укупна површина Лапова износи 40 km².
Општина Лапово се граничи са општином Баточина на југу, са општином Свилајнац на истоку, са општином Велика Плана на северу, док се са западне стране граничи са општином Рача.
У састав општине Лапово улазе два насеља: Лапово варош и Лапово село. Административно седиште општине је Лапово варош.

### Клима
Климатске прилике на територији Лапова, показују упоредна посматрања оближњих метеоролошких станица у Крагујевцу, Смедеревској Паланци и Ћуприји, јер Лапово нема метеоролошку станицу. Лаповско климатско подручје одликује се релативно хладним зимама, и умерено топлијим летима. Овакве температурне прилике и односи прелазних годишњих доба посебна су одлика регионалне низијске умерено-континенталне климе. Од значаја је истаћи да појава мразева у већини случајева нема изразито негативно дејство на развој многих биљних култура, мада се у неким месецима вегетационе периоде јављају и дани са температуром испод тачке смрзавања (0 °C). Област годишње у просеку има 81 „мразни дан“. Највећи број мразних дана је у јануару и фебруару.
Најкишовитије годишње доба је лето са просечном висином од 171 mm до 192 mm, док су зима и јесен годишња доба са најмањом висином падавина (зиме са најмање падавина су са 131 mm, а јесен са по 145 mm. Летње кише су краткотрајне и пљусковите. Дани са снежним покривачем су од новембра до марта а некада и до априла. Јануар је просечно имао највише дана са снежним покривачем, а затим фебруар.

## Историја
Археолошки налази на територији лаповског атара указују на постојање насеобина од најстаријих времена до српског средњовековног доба. На карти праисторијских налазишта у Централној Србији Лапово је означено као насеље бронзаног доба, док је у античко доба на овој територији егзистирало мало римско насеље на локалитету Шавац. У раном средњем веку, нешто северније од античке некрополе, основано је српско средњевековно насеље (потеси Кленовац и Самарна).
Први писани трагови о Лапову, у којима се ово насеље помиње под именом Шавче, потичу из 12. века. Међутим, овај податак није довољно поуздан. Знатно су поузданији подаци из доба након Косовског боја у којима се насеље помиње под називом Хлапова Пољана. У турском попису из 1516. године, Лапово се помиње и под именом Липова, као село насељено сточарима.
Током аустријске окупације северне Србије, у првој половини 18. века, насеље Лапово налазило се на ушћу Лепенице у Велику Мораву, у потесу Кључ.
Средином 18. века Лапово је унето у карту Хоминових наследника под именом Лупова, а 1788. године и у Шумекову карту под правим именом Лапово.
По записима аустријског шпијуна Митесера са краја 18. века Лапово је имало 23 српске куће и један турски конак на друму.
Средином 18. века становници насеља су се због поплава изместили из потеса Кључ у потес Каце, а потом у данашњи Доњи крај. Након оснивања Доњег краја, становништво из околине Миљковог манастира иселило се у Горњи крај, а спајањем Доњег и Горњег краја настало је садашње насеље.
Захваљујући повољном економско-географском и нарочито саобраћајном положају, Лапово се по ослобођењу од Турака врло брзо почело развијати. По жељи и молби становништва, Лапово је 17. марта 1896. године, као тада по житељству и броју пореских глава највеће село у целој краљевини и „лепа трговачка тачка“, Указом краља Александра Обреновића проглашено за варошицу, а у знак сећања на овај догађај, општина Лапово 17. март обележава као Дан општине.
Српску православну цркву у Лапову градили су мештани 1828. године. Прилог од 500 гроша дао је кнез Милош Обреновић.
Током 1930-тих, Морава се тако померала да су Лаповчани остали без више од "хиљаду хектара" плодне земље.

## Демографија
Лапово је и великој административној реорганизацији и рационализацији управе 1960. године изгубило статус општине и постало месна заједница у оквиру општине Баточина, да би на седници Скупштине 18. децембра 1991. године захваљујући чврстој вољи и упорношћу мештана, варошица поново добила статус општине.

### Општина Лапово
| Година       | 1890 | 1948 | 1953 | 1961 | 1971 | 1981 | 1991 | 2002 | 2011 | 2022 |
| ------------ | ---- | ---- | ---- | ---- | ---- | ---- | ---- | ---- | ---- | ---- |
| Становништво | 5144 | 7819 | 8255 | 8850 | 9156 | 9631 | 9480 | 8228 | 7837 | 6582 |

| Етнички састав према попису из 2011.‍ | Етнички састав према попису из 2011.‍ | Етнички састав према попису из 2011.‍ | Етнички састав према попису из 2011.‍ | Етнички састав према попису из 2011.‍ |
| ------------------------------------ | ------------------------------------ | ------------------------------------ | ------------------------------------ | ------------------------------------ |
|                                      |                                      |                                      |                                      |                                      |
| Срби                                 | Срби                                 |                                      | 7.613                                | 97,14%                               |
| Роми                                 | Роми                                 |                                      | 56                                   | 0,71%                                |
| Хрвати                               | Хрвати                               |                                      | 8                                    | 0,10%                                |
| Македонци                            | Македонци                            |                                      | 7                                    | 0,09%                                |
| Црногорци                            | Црногорци                            |                                      | 7                                    | 0,09%                                |
| Бугари                               | Бугари                               |                                      | 6                                    | 0,07%                                |
| Албанци                              | Албанци                              |                                      | 5                                    | 0,06%                                |
| Бошњаци                              | Бошњаци                              |                                      | 2                                    | 0,02%                                |
| Мађари                               | Мађари                               |                                      | 1                                    | 0,01%                                |
| Румуни                               | Румуни                               |                                      | 1                                    | 0,01%                                |
| Словаци                              | Словаци                              |                                      | 1                                    | 0,01%                                |
| остали                               | остали                               |                                      | 6                                    | 0,07%                                |
| регионална припадност                | регионална припадност                |                                      | 1                                    | 0,01%                                |
| неизјашњени                          | неизјашњени                          |                                      | 39                                   | 0,49%                                |
| непознато                            | непознато                            |                                      | 84                                   | 1,07%                                |
| укупно: 7.837                        |                                      |                                      |                                      |                                      |

### Варош Лапово
| Година       | 1948 | 1953 | 1961 | 1971 | 1981 | 1991 | 2002 | 2011 | 2022 |
| ------------ | ---- | ---- | ---- | ---- | ---- | ---- | ---- | ---- | ---- |
| Становништво | 7169 | 7569 | 8112 | 8307 | 8837 | 8655 | 7422 | 7143 | 6057 |

| Етнички састав према попису из 2011.‍ | Етнички састав према попису из 2011.‍ | Етнички састав према попису из 2011.‍ | Етнички састав према попису из 2011.‍ | Етнички састав према попису из 2011.‍ |
| ------------------------------------ | ------------------------------------ | ------------------------------------ | ------------------------------------ | ------------------------------------ |
|                                      |                                      |                                      |                                      |                                      |
| Срби                                 | Срби                                 |                                      | 6.945                                | 97,23%                               |
| Роми                                 | Роми                                 |                                      | 55                                   | 0,77%                                |
| Хрвати                               | Хрвати                               |                                      | 7                                    | 0,09%                                |
| Црногорци                            | Црногорци                            |                                      | 7                                    | 0,09%                                |
| Бугари                               | Бугари                               |                                      | 6                                    | 0,08%                                |
| Македонци                            | Македонци                            |                                      | 6                                    | 0,08%                                |
| Албанци                              | Албанци                              |                                      | 5                                    | 0,07%                                |
| Бошњаци                              | Бошњаци                              |                                      | 2                                    | 0,02%                                |
| Мађари                               | Мађари                               |                                      | 1                                    | 0,01%                                |
| Румуни                               | Румуни                               |                                      | 1                                    | 0,01%                                |
| Словаци                              | Словаци                              |                                      | 1                                    | 0,01%                                |
| остали                               | остали                               |                                      | 4                                    | 0,05%                                |
| регионална припадност                | регионална припадност                |                                      | 1                                    | 0,01%                                |
| неизјашњени                          | неизјашњени                          |                                      | 36                                   | 0,50%                                |
| непознато                            | непознато                            |                                      | 66                                   | 0,92%                                |
| укупно: 7.143                        |                                      |                                      |                                      |                                      |

### Село Лапово
| Година       | 1948 | 1953 | 1961 | 1971 | 1981 | 1991 | 2002 | 2011 | 2022 |
| ------------ | ---- | ---- | ---- | ---- | ---- | ---- | ---- | ---- | ---- |
| Становништво | 650  | 686  | 738  | 849  | 794  | 825  | 806  | 694  | 525  |

| Етнички састав према попису из 2011.‍ | Етнички састав према попису из 2011.‍ | Етнички састав према попису из 2011.‍ | Етнички састав према попису из 2011.‍ | Етнички састав према попису из 2011.‍ |
| ------------------------------------ | ------------------------------------ | ------------------------------------ | ------------------------------------ | ------------------------------------ |
|                                      |                                      |                                      |                                      |                                      |
| Срби                                 | Срби                                 |                                      | 668                                  | 96,25%                               |
| Македонци                            | Македонци                            |                                      | 1                                    | 0,14%                                |
| Роми                                 | Роми                                 |                                      | 1                                    | 0,14%                                |
| Хрвати                               | Хрвати                               |                                      | 1                                    | 0,14%                                |
| остали                               | остали                               |                                      | 2                                    | 0,29%                                |
| неизјашњени                          | неизјашњени                          |                                      | 3                                    | 0,43%                                |
| непознато                            | непознато                            |                                      | 18                                   | 2,59%                                |
| укупно: 694                          |                                      |                                      |                                      |                                      |

## Општинска власт

### Избори 2020.
| Број | Партија                                                   | Гласови | Проценат | Одборници |
| ---- | --------------------------------------------------------- | ------- | -------- | --------- |
| 1.   | Александар Вучић — За нашу децу (Српска напредна странка) | 2.540   | 65.16%   | 16        |
| 2.   | „Сви за Лапово-СПО-Саша Ивковић“                          | 398     | 10.21%   | 2         |
| 4.   | Ивица Дачић — Социјалистичка партија Србије               | 340     | 8.72%    | 2         |
| 3.   | др Војислав Шешељ — Српска радикална странка              | 267     | 6.85%    | 1         |
| 6.   | Еколошки покрет Лапова — За чистије Лапово — Пуцко        | 148     | 3.80%    | 0         |
| 5.   | За Краљевину Србију — Драган Златковић — Наши људи        | 113     | 2.90%    | 0         |
| 7.   | Група грађана „За живот Лапова”                           | 92      | 2.36%    | 0         |

За председника општине, изабран је Бобан Миличић из Српске напредне странке.

## Привреда

### Индустрија
Индустрија је једна од најважнијих привредних грана Лапова. На територији општине налази се четири радне зоне, а изградњом пута према Рачи створили су се услови да се створи и пета радна зона.
Прва радна зона налази се на површини од око 170ha, а на простору западно од аутопута Е-75 до коридора железничке пруге. У овој привредној зони налазе се:
- Логистичко-дистрибутивни центар фирме „Баки доо“ налази се у Лапову од 2017. године.
- „Кроношпан СРБ доо“, једна од фабрика која се бави производњом плочастог материјала од иверице. У Лапову се налази од 2009. године.
- „Ментор Инвестмент“, фирма која се бави производњом бетонских елемената у оквиру комплекс некадашње фабрике ГИК „1.мај“
- „Стратемис доо”, фирма која се бави трговином металима и металним рудама,
- „С Раил доо”, која се бави железничким транспортом.
- „Колор прес“ доо, штампарија.
- „9.октобар“, фирма за производњу пластичних амбалажа

У радној зони 2 на простору западно од аутопута Е-75, на површини од око 57 ha, изграђен је други у Србији логистичко-дистрибутивног центра компаније „LIDL SRBIJA KD“. У радној зони 4, на простору источно од коридора аутопута Е-75 налази се регионална депонија компаније „ФЦЦ Врбак“ д.о.о. Лапово, која врши делатност сакупљања комуналног отпада са територија општина Лапово, Баточина, Деспотовац и Рача још од 2008. године. Овде се налазе и фирме локалних предузетника „Д&Н Сани доо”, „Алфа Нова доо“, „Сомил“, као и асфалтна база Предузећа за путеве Крагујевац.

## Школство

### Предшколска установа „Наша младост”
Предшколско образовање на територији општине Лапово је први пут организовано 1. октобра 1978. год. при ОШ „Светозар Марковић“. Од 1. септембра 1979 године до 17. марта 1992 године је радила као огранак ПУ „Полетарац“ из Баточине. Када је формирана општина Лапово, стекли су се услови за оснивањем самосталне предшколске установе. То се десило 24.фебруара 1992. године када је основана Предшколска установа „Наша младост”.

### Основна школа
Основна школа „Светозар Марковић” почела је са радом давне 1840. године и имала је 10 ученика. Први учитељ у школи био је Димитрије Јовановић. Од 1899. године школу почињу да похађају и девојчице.
Данашње име добија 1954. године када из четворогодишње школе прераста у осмогодишњу. Тада је школа имала преко 1200 ђака, док данас ову школу похађа око 650 ученика од првог до осмог разреда у централној школи и у два одељка од првог до четвртог разреда.
Прва школска зграда се почиње 1864. године. Општина Лапово је 1885. године сазидала нову школску зграду која је приземље данашње школе. Године 1970. на истом темељу дозидан је спрат. Школске зграда у истуреним одељењима сазидане су 1946. године.

### Средња школа
Школа је основана Одлуком Скупштине општине Лапово на седници одржаној 13. маја 1993. године, у складу са мрежом средњих школа и развијала се од других школа прерастањем из огранка различитих профила у самосталну Средњу школу. Током постојања школа је мењала назив и врсту делатности. Грађевинска школа у Лапову основана је 26. маја 1993. године. Грађевинска школа променила је назив у Техничка школа 31. августа 2000. године, када је додат и образовни профил Механичар шинских возила у подручју рада Машинство и обрада метала. Техничка школа је променила назив у Средња школа 15. априла 2003.године, када су додате Економија и Делатност личних услуга.

## Здравство
Здравствена станица Лапово постаје самостална радна организација 1969. године. У складу са Законом о здравственој заштити, 1. септембра 1990. године постаје саставни део крагујевачког здравственог центра „Др Михајло Илић”.
Уредбом о плану мрежа здравствених установа Србије, Дом здравља Лапово постаје самостална здравствена организација за пружање здравствених услуга становништву општине Лапово. Зграда садашње зубне поликлинике Дома здравља Лапово изграђена је и свечано је усељена 13. фебруара 1984. године. Изградња нове зграде Дома здравља Лапово отпочела је августа 1995. године, а завршетак и усељење спратног дела, завршена је марта 2004. године.

## Култура

### Културно-туристички центар „Стефан Немања”
Културно-туристички центар „Стефан Немања” Лапово је основан 1991. године, а под овим именом постоји од 2005. године.
Центар поседује биоскопску салу са 250 места за седење са грејањем и биоскопским стерео системом „Dolby”, галеријски простор опремљен „Brilux” расветом, као и учионички простор за извођење едукације страних језика и информатичких наука.
Под окриљем Културног центра делују Ликовни клуб „Светлост”, затим, Удружење жена „Моравске шаренице”.

### Народна библиотека „Слово”
Општинска библиотека „Слово” је једина јавна библиотека на територији општине Лапово. Основана 1995. године од стране Скупштине општине Лапово. Своју делатност заснива на раду на публикацијама и са корисницима и организовању различитих видова културно-просветних програма (књижевне вечери, представљање књига, изложбе, предавања, радионице, хуманитарне и друге акције). У библиотеци успешно функционишу Интернет клуб са три рачунара и Дечји кутак. Под окриљем библиотеке већ 26 година постоји Књижевни клуб „Милорад Бранковић“ који окупља књижевне ствараоце из Лапова и околине.
У Фонду монографских публикација има 30.000 књига. Највише је публикација из домаће и преведене књижевности, следе књиге за децу, па књиге из стручних области. У овом фонду су и књиге на страном језику: француском, немачком, енглеском и италијанском. Фонд серијских публикација се у току сваке године принавља са 10 наслова новина и часописа. Библиотека велику пажњу посвећује набавној политици, тако да поседује све најактуелније наслове, а у складу са
Библиотека је од 2011. део система COBISS и повезана је са другим библиотекама у национални библиотечко-информациони систем.

## Верски објекти

### Црква брвнара
Црква брвнара у Лапову или храм Преподобне Мученице Параскеве саграђена је 1827. године а порушена 1930. године, након изградње нове цркве, била је једна од првих цркава у тадашњој капетанији Јасенице у Кнежевини Србији а затим Краљевини Србији. По подацима пописне комисије која је 1836. године пописала и описала цркве и манастире у Окружју смедеревском Кнежевине Србије, порта цркве брвнаре у Лапову у то време се налазила на крај села са западне стране, на равном месту.
С обзиром на тадашња материјална стања и доступност дрвета као грађевинског материјала у Кнежевини Србији у првој половини 19. века, било је знатно брже и јефтиније подизати цркве брвнаре него оне од трајнијег материјала. Једна од општих карактеристика архитектуре ове цркве брвнаре, као и сличних подизаних у Кнежевини Србији јесу камени темељи, најчешће сачињени од неправилних комада камена, ломљеног камена или облутака. Материјал је био наслаган на самој површини земље, како би се нивелисао терен и издигли зидови цркве изнад тла ради спречавања њиховог влажења. Спољне, видљиве површине укопаног темеља цркава брвнаре био је без обраде, са видљивим спојницама малтера између камених блокова, или делом омалтерисаног и окреченог. На камене темеље постављене су двојне тесане храстове греде – темељаче, дуж јужне и северне стране цркве. Греде које су чине зидове олтарске апсиде на угловима су ужлебљене дубоким усецима једна у другу, а везе су додатно ојачане кованим гвозденим ексерима. Зидови цркве у унутрашњости носе дрвени полуобличаст свод који је ојачан са две затеге, једном у простору припрате и једном у простору наоса. Главни улаз у храм био је на западној страни и декоративно је обрађен прикованим дашчицама са урезима. Узор за подизање цркве брвнаре у Лапову пронађен је у архитектури цркава брвнара у непосредној близини, али и у вишедеценијској народној традицији грађења цркава у дрвету.

### Храм Свете Параскеве
Храм Свете Параскеве у Лапову подигнут је 1912. године на месту где је претходно била црква брвнара. Цркву је освештао тадашњи Митрополит, а потоњи Патријарх српски Димитрије Павловић који је 1870. године службовао у Лапову. Саграђена је по плановима познатог архитекте Јована Спасојевића, крстообразне основе са централним кубетом. Изнад припрате су два мања кубета, а на источној, северној и јужној страни полигоналне апсиде. Храм има наглашену лонгитудиналност, а зидне површине представљају мешавину рашких и моравских мотива. Саграђена је делимично од камена а делимично од опеке. За темељ је дотеран ломљени камен из Брзана и Градца, за сокл и степенице из џепског мајдана, а бели и жути камен је довезен из дела Лапова званог Гвоздењак. Црвени камен за прозоре је дотеран из Свете Петке код Параћина, а мермерни стубови су набављени из Венчаца. Иконе на иконостасу израдили су академски сликари Пашко Вучетић и Љубиша Валић, а 1959. године је на западној страни храма дозидана звонара са тремом.

## Галерија
- Споменик Краљу Александру Карађорђевићу
- Споменик Карађорђу
- Споменик погинулима у ратовима 1912.-1919.
- Локомотива
- Локомотива на железничкој станици